# Paralacydes decemmaculata
Paralacydes decemmaculata är en fjärilsart som beskrevs av Rothschild. Paralacydes decemmaculata ingår i släktet Paralacydes och familjen björnspinnare. Inga underarter finns listade i Catalogue of Life.